# 64. ročník udílení Zlatých glóbů
Přímý přenos 64. ročníku udílení Zlatých glóbů se vysílal živě 15. ledna 2007 přes televizní stanici NBC. Nejvíce nominací obdržel snímek Babel, celkem 7. Nejvíce cen si domů odnesl filmový snímek Dreamgirls, celkem 3.

## Vítězové a nominovaní

### Filmové počiny.
| Nejlepší film (drama) | Nejlepší film (komedie / muzikál) |
| --- | --- |
| - Babel - Bobby - Skrytá identita - Jako malé děti - Královna | - Dreamgirls - Borat: Nakoukání do amerycké kultůry na obědnávku slavnoj kazašskoj národu - Ďábel nosí Pradu - Malá Miss Sunshine - Děkujeme, že kouříte |
| Nejlepší herec (drama) | Nejlepší herečka (drama) |
| - Forest Whitaker – Poslední skotský král jako Idi Amin - Leonardo DiCaprio – Skrytá identita jako William "Billy" Costigan, Jr. - Leonardo DiCaprio – Krvavý diamant jako Danny Archer - Peter O'Toole – Venuše jako Maurice Russell - Will Smith – Štěstí na dosah jako Chris Gardner                                                                               | - Helen Mirrenová – Královna jako královna Alžběta II. - Penélope Cruzová – Volver jako Raimunda - Judi Denchová – Zápisky o skandálu jako Barbara Covett - Maggie Gyllenhaal – Sherrybaby jako Sherry Swanson - Kate Winsletová – Jako malé děti jako Sarah Pierce       |
| Nejlepší herec (komedie / muzikál) | Nejlepší herečka (komedie / muzikál) |
| - Sacha Baron Cohen – Borat: Nakoukání do amerycké kultůry na obědnávku slavnoj kazašskoj národu jako Borat Sagdiyev - Johnny Depp – Piráti z Karibiku: Truhla mrtvého muže jako kapitán Jack Sparrow - Aaron Eckhart – Děkujeme, že kouříte jako Nick Naylor - Chiwetel Ejiofor – Sexy botky jako Simon / Lola - Will Ferrell – Horší už to nebude jako Harold Crick | - Meryl Streepová – Ďábel nosí Pradu jako Miranda Priestly - Annette Beningová – Hlava nehlava jako Deirdre Burroughs - Toni Collette – Malá Miss Sunshine jako Sheryl Hoover - Beyoncé – Dreamgirls jako Deena Jones - Renée Zellweger – Miss Potter jako Beatrix Potter |
| Nejlepší herec ve vedlejší roli | Nejlepší herečka ve vedlejší roli |
| - Eddie Murphy – Dreamgirls jako Jimmy "Thunder" Early - Ben Affleck – Hollywoodland jako George Reeves - Jack Nicholson – Skrytá identita jako Francis "Frank" Costello - Brad Pitt – Babel jako Richard Jones - Mark Wahlberg – Skrytá identita jako seržant Sean Dignam                                                                                            | - Jennifer Hudson – Dreamgirls jako Effie Melody White - Adriana Barraza – Babel jako Amelia - Cate Blanchettová – Zápisky o skandálu jako Bathsheba "Sheba" Hart - Emily Bluntová – Ďábel nosí Pradu jako Emily Charlton - Rinko Kikučiová – Babel jako Chieko Wataya    |
| Nejlepší režie | Nejlepší scénář |
| - Martin Scorsese – Skrytá identita - Clint Eastwood – Vlajky našich otců - Clint Eastwood – Dopisy z Iwo Jimy - Stephen Frears – Královna - Alejandro González Iñárritu – Babel | - Královna – Peter Morgan - Babel – Guillermo Arriaga - Skrytá identita – William Monahan - Jako malé děti – Todd Field a Tom Perrotta - Zápisky o skandálu – Patrick Marber                                                                                              |
| Nejlepší filmová píseň | Nejlepší hudba |
| - Happy Feet – („The Song of the Heart“ – Prince - Bobby – („Never Gonna Break My Faith“) – Bryan Adams, Eliot Kennedy a Andrea Remanda - Dreamgirls – („Listen“) – Scott Cutler, Beyoncé, Henry Krieger a Anne Preven - Země zatracených – („Try Not to Remember“) – Sheryl Crow - Štěstí na dosah – („A Father's Way“) – Seal a Christopher Bruce                   | - Barevný závoj – Alexandre Desplat - Babel – Gustavo Santaolalla - Šifra mistra Leonarda – Hans Zimmer - Fontána – Clint Mansell - Nomád – Carlo Siliotto |
| Nejlepší cizojazyčný film | Nejlepší animovaný film |
| - Dopisy z Iwo Jimy – Clint Eastwood - Apocalypto – Mel Gibson - Životy těch druhých – Florian Henckel von Donnersmarck - Faunův labyrint – Guillermo del Toro - Volver – Pedro Almodóvar | - Auta – John Lasseter a Joe Ranft - Happy Feet – George Miller - V tom domě straší – Gil Kenan |

### Televizní počiny
| Nejlepší televizní seriál (drama) | Nejlepší televizní seriál (komedie) |
| --- | --- |
| - Chirurgové - Velká láska - Hrdinové - 24 hodin - Ztraceni | - Ošklivka Betty - Zoufalé manželky - Vincentův svět - Tráva - Kancl |
| Nejlepší herec v seriálu (drama) | Nejlepší herečka v seriálu (drama) |
| - Hugh Laurie – Dr. House jako Dr. Gregory House - Patrick Dempsey – Chirurgové jako Dr. Derek Shepherd - Michael C. Hall – Dexter jako Dexter Morgan - Bill Paxton – Velká láska jako Bill Henrickson - Kiefer Sutherland – 24 hodin jako Jack Bauer                         | - Kyra Sedgwick - Closer jako Brenda Leigh Johnson - Patricia Arquette – Medium jako Allison DuBois - Edie Falco – Rodina Sopránů – Carmela Soprano - Evangeline Lilly – Ztraceni jako Kate Austen - Ellen Pompeo – Chirurgové jako Dr. Meredith Greyová                                                  |
| Nejlepší herec v seriálu (komedie / muzikál) | Nejlepší herečka v seriálu (komedie / muzikál) |
| - Alec Baldwin - Studio 30 Rock jako Jack Donaghy - Zach Braff – Scrubs: Doktůrci jako John Michael J.D. Dorian - Steve Carell – Kancl jako Michael Scott - Jason Lee – Jmenuju se Earl jako Earl Hickey - Tony Shalhoub – Můj přítel Monk jako Adrian Monk                   | - America Ferrera - Ošklivka Betty jako Betty Suarez - Marcia Crossová – Zoufalé manželky jako Bree Van de Kamp - Felicity Huffmanová – Zoufalé manželky jako Lynette Scavo - Julia Louis-Dreyfus – Nové trable staré Christine jako Christine Campbell - Mary-Louise Parkerová – Tráva jako Nancy Botwin |
| Nejlepší minisérie nebo TV film | |
| - Královna Alžběta - Ponurý dům - Prolomená stezka - Paní Harrisová - Hlavní podezřelý: Poslední případ | |
| Nejlepší herec v minisérii nebo TV filmu | Nejlepší herečka v minisérii nebo TV filmu |
| - Bill Nighty – Gideon's Daughter jako Gideon - Andre Braugher – Povolání: Zloděj jako Nick Atwater - Robert Duvall – Prolomená stezka jako Prentice "Prent" Ritter - Ben Kingsley – Paní Harrisová jako Herman Tarnower - Matthew Perry – The Ron Clark Story jako Ron Clark | - Helen Mirrenová – Královna Alžběta jako Alžběta I. - Gillian Andersonová – Ponurý dům jako Lady Dedlock - Annette Beningová – Paní Harrisová jako Jean Harris - Helen Mirrenová – Hlavní podezřelý: Poslední případ jako detektiv Jane Tennison - Sophie Okonedo – Tsunami: Následky jako Susie Carter  |
| Nejlepší vedlejší herec v seriálu, minisérii nebo TV filmu | Nejlepší vedlejší herečka v seriálu, minisérii nebo TV filmu |
| - Jeremy Irons – Královna Alžběta jako Robert Dudley - Thomas Haden Church – Prolomená stezka jako Tom Harte - Justin Kirk – Tráva jako Andy Botwin - Masi Oka – Hrdinové jako Hiro Nakamura - Jeremy Piven – Vincentův svět jako Ari Gold                                    | - Emily Bluntová – Gideon's Daughter jako Natasha - Toni Collette – Tsunami: Následky jako Kathy Graham - Katherine Heiglová – Chirurgové jako Dr. Izzie Stevens - Sarah Paulsonová – Studio 60 jako Harriet Hayes - Elizabeth Perkins – Tráva jako Celia Hodes                                           |